# Аллен, Майлс
Майлс Аллен (Myles R. Allen) — британский физик-климатолог.
Доктор, профессор Оксфордского университета, руководитель там Программы исследования климата. Основатель проекта Climateprediction.net. Отмечен Медалью и премией Института физики Эдуарда Эплтона (2010). Член Лондонского королевского общества (2023). CBE.
Ведущий автор Третьего (2001) и Пятого (2013) оценочного докладов МГЭИК, а также её специального доклада «Глобальное потепление на 1,5 °C», также работал над её Четвёртым оценочным докладом.
Докторскую степень по физике получил в Оксфорде.
Фелло Linacre College, Oxford.
Содиректор Геоинженерной программы Оксфорда.
Регулярно выступает в СМИ.